# 1100-talet (decennium)

## Händelser
- 25 december 1100 - Kungariket Jerusalem grundläggs.

## Födda
- Början av årtiondet – Erik Lamm, kung av Danmark 1137–1146.
- Ingrid Ragnvaldsdotter

## Avlidna
- 2 augusti 1100 - Vilhelm II av England, kung av England.
- 10 juli 1103 - Erik Ejegod, kung av Danmark.
- 24 augusti 1103 - Magnus Barfot, kung av Norge.
- 1105 - Inge den äldre, kung av Sverige.